# Societate comercială
O societate comercială (abreviat S.C.) reprezintă o asociație de oameni de afaceri alcătuită pe baza unor investiții de capital, urmărindu-se obținerea unor beneficii comune. Societatea comercială este uneori privită ca subordonată întreprinderii (companiei).
Există societăți în nume colectiv, în cazul cărora se asociază un număr mic de persoane în vederea întemeierii unei întreprinderi comerciale sau industriale. Contribuția fiecărei persoane este atât sub formă de capital, cât și de muncă; obligațiile trebuie asumate nelimitat de către toți asociații.

## Terminologie. Utilizare
Distincția dintre societate comercială și întreprindere nu este exprimată în termeni riguroși. În diferite limbi, societatea poate fi interpretată ca o întreprindere (companie) de mai mici dimensiuni sau chiar ca echivalent al companiei. Limba română atestă o delimitare teoretică între societate și intreprindere, însă practica este aceea de a denumi întreprinderile, laolaltă cu alte asociații în interes de afaceri mai mici, „societăți comerciale”. Sintagma se plasează ca un prefix, înaintea denumirii întreprinderi (de exemplu, Societatea Comercială (S.C.) „Compania Națională de Transporturi Aeriene Române” Arhivat în 23 noiembrie 2005, la Wayback Machine.).
Mai multe despre societati comerciale Arhivat în 14 noiembrie 2018, la Wayback Machine..